# ایستگاه راه‌آهن فریمان
ایستگاه راه‌آهن فریمان یکی از ایستگاه‌های راه‌آهن اصلی و مهم در ایران است. این ایستگاه در روستای سنگ‌بست واقع شده‌است. این ایستگاه محل اتصال قطار برای تهران، مشهد، بندرعباس و ترکمنستان است.

## خط راه‌آهن
- خط راه‌آهن تهران-مشهد
- راه‌آهن شمال-جنوب (de)
- مسیری از این ایستگاه به کشمیر نیز در دست ساخت است.[۲]

## در اطراف ایستگاه
جاده جاده ۹۷ اطراف ایستگاه است.
در حال حاضر هیچ ساختمان برجسته یا نقاط توریستی در اطراف ایستگاه وجود ندارد، اما این شهر توسعه خواهد یافت.